# Alfried Krupp Krankenhaus Steele

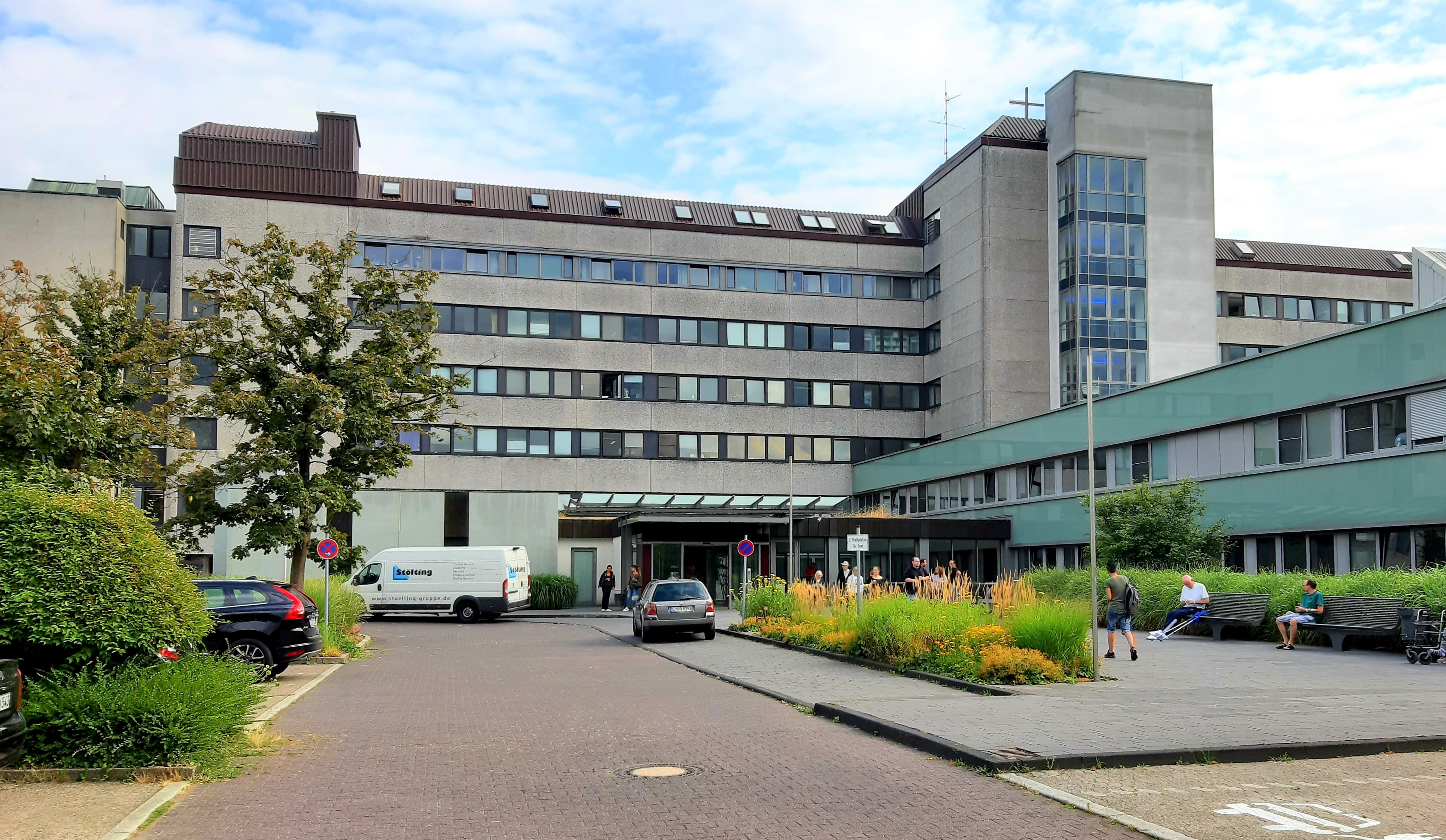
Alfried Krupp Krankenhaus Steele

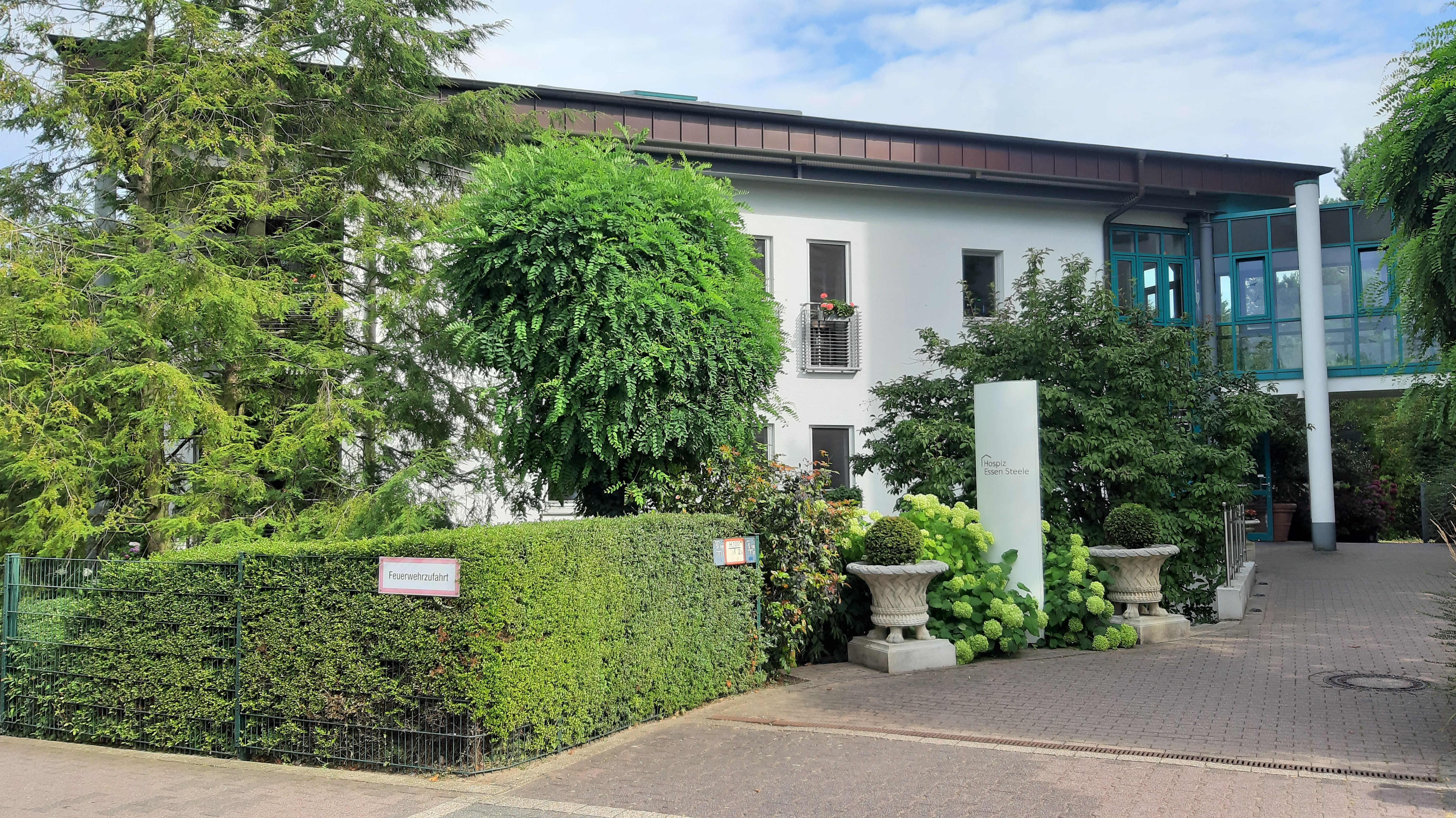
Hospiz

Das Alfried Krupp Krankenhaus Steele (ehemals Lutherhaus Steele) ist ein Krankenhaus im Essener Stadtteil Steele, das im medizinischen Verbund mit dem Alfried Krupp Krankenhaus Rüttenscheid steht, aber rechtlich selbständig ist.

## Geschichte
Am 27. April 1888 wurde der Grundstein für das Evangelische Luther-Krankenhaus am Prozessionsweg, seit 1933 Augenerstraße genannt, gelegt. Ein Jahr später ging die Einrichtung mit zunächst 30 Betten in Betrieb. Heute befindet sich auf diesem Grundstück ein evangelisches Seniorenzentrum. 1972 wurde das heutige Krankenhausgebäude, entworfen von Peter Poelzig, am Hellweg in Betrieb genommen.
Am 23. November 1987 brannte der OP-Flügel des Luther-Krankenhauses. Als Brandursache gilt Fahrlässigkeit bei Dacharbeiten. Der Schaden belief sich auf rund 30 Millionen D-Mark. Zwei Menschen starben bei der Evakuierung, jedoch nicht an den Folgen des Brandes. Das Krankenhaus eröffnete im März 1988 wieder.
1996 wurde in einem neuerrichteten separaten Gebäude das heutige Hospiz in Gegenwart des damaligen Ministerpräsidenten Johannes Rau eröffnet.
Zum 1. Januar 2008 erwarb die Alfried Krupp von Bohlen und Halbach Krankenhaus gGmbH, deren Eigentümerin die Alfried Krupp von Bohlen und Halbach-Stiftung ist, alle Geschäftsanteile der Evangelisches Krankenhaus Lutherhaus gGmbH. Mit einem Namenswechsel sollte eine neue Marke etabliert werden. Mit Unterstützung der Stiftung wurde 2009 ein da Vinci-Operationssystem im Alfried Krupp Krankenhaus Steele installiert. Seit 2020 wird außerdem die Modernisierung der Bettenstationen in Steele gefördert.
Am 16. Oktober 2023 wurde für den Standort Steele die Eröffnung eines Schutzschirmverfahrens beantragt. Am 14. März 2024 wurde das Zukunftskonzept für das Krankenhaus offiziell bestätigt. Das Eigenverwaltungsverfahren wurde am 31. März 2024 erfolgreich abgeschlossen.

## Einrichtung
Das Haus mit rund 700 Beschäftigten verfügt über 320 Betten in acht Kliniken:
- Allgemein- und Viszeralchirurgie
- Anästhesiologie, Intensivmedizin und Schmerztherapie
- Plastische, Rekonstruktive und Ästhetische Chirurgie, Handchirurgie
- Pneumologie, Gastroenterologie und Innere Medizin
- Orthopädie und Unfallchirurgie
- Urologie und urologische Onkologie